# Pluja radioactiva
La pluja radioactiva designa la radiació produïda per l'explosió d'una arma nuclear. Aquesta radiació, semblant a una pols però invisible a ull nu, està formada per partícules radioactives produïdes en l'explosió nuclear que s'estenen a l'atmosfera creant una contaminació radioactiva de l'aire, que condueix a una contaminació de la cadena alimentària al caure sobre la superfície de la Terra, amb la qual cosa els aliments esdevenen radiotòxics. Hi ha diferents tipus de pluja radioactiva depenent de l'abast de la contaminació, així es podria parlar de pluja local o de pluja a nivell planetari (globalització). Hi ha una àmplia varietat d'efectes sobre els éssers vius que poden variar des de la mort ràpida després d'una exposició d'alta intensitat, a pràcticament cap efecte significatiu visible durant un període variable depenent de la intensitat de l'exposició. També s'han descrit efectes nocius en la fertilitat i s'ha relacionat amb mutacions genètiques.